# United States Army Command and General Staff College
Lo United States Army Command and General Staff College (CGSC o, obsoleto, USACGSC) a Fort Leavenworth, Kansas, è una scuola di specializzazione per ufficiali dell'esercito degli Stati Uniti e di servizi correlati, rappresentanti interagenzia e ufficiali militari internazionali. Il college fu fondato nel 1881 da William Tecumseh Sherman come "School of Application for Infantry and Cavalry" (in seguito semplicemente Infantry and Cavalry School), una scuola di addestramento per ufficiali di fanteria e cavalleria. Nel 1907 cambiò titolo in "School of the Line". Il curriculum si è ampliato durante la prima guerra mondiale, la seconda guerra mondiale, la guerra di Corea e la guerra del Vietnam e continua ad adattarsi per includere le lezioni apprese dai conflitti più recenti e attuali.
Oltre al campus principale di Fort Leavenworth, il college ha campus satellite a Fort Belvoir, Virginia; Fort Lee, Virginia; Fort Gordon, Georgia; e Redstone Arsenal, Alabama. Il college mantiene anche una modalità di apprendimento a distanza per alcuni dei suoi insegnamenti.

## Dichiarazione di missione
Lo United States Army Command and General Staff College (CGSC) educa e sviluppa comandanti per operazioni congiunte, interagenziali e multinazionali a tutto spettro; funge da agente principale per il programma di sviluppo degli ufficiali dell'esercito; e fa progredire l'arte e la scienza della professione delle armi a sostegno delle esigenze operative dell'esercito.

## Scuole

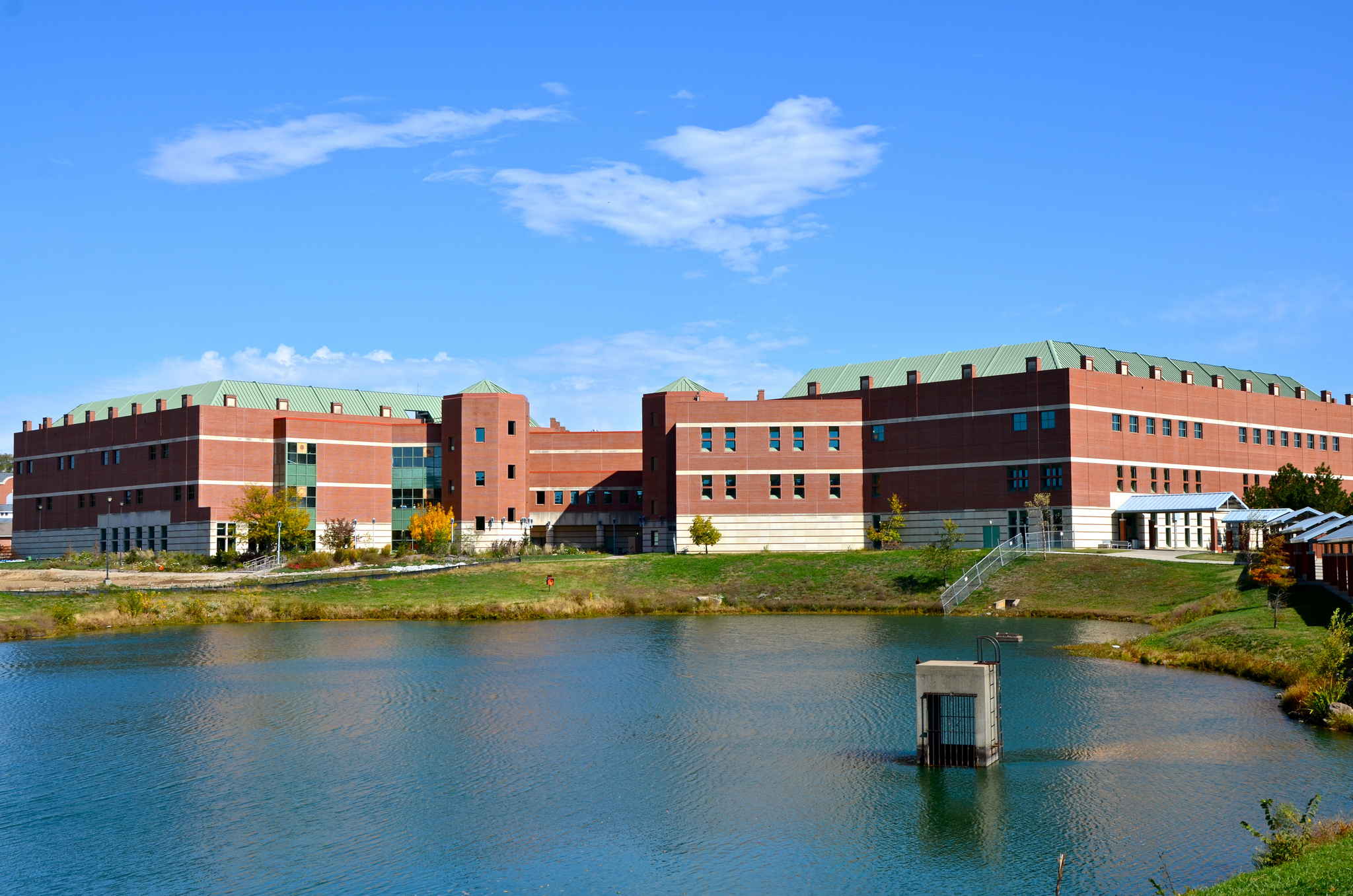
La Eisenhower Hall di Fort Leavenworth ospita la Biblioteca CGSC

Il college è composto da quattro scuole: la Command and General Staff School, la School of Advanced Military Studies, la School for Command Preparation e la School of Advanced Leadership and Tactics.
- Command and General Staff School (CGSS) fornisce un'istruzione di livello intermedio (ILE) per l'esercito degli Stati Uniti e gli ufficiali di servizi correlati, i rappresentanti delle agenzie e gli ufficiali militari internazionali.[3] ILE è un programma di laurea di dieci mesi; il curriculum include istruzioni sulla filosofia della leadership, sulla storia militare e sulla pianificazione militare e sui processi decisionali.[4] C'è una classe ILE all'anno; a partire da agosto e termina a giugno. Circa 1 200 ufficiali militari e internazionali statunitensi compongono la classe. Oltre al curriculum ILE, esiste un programma di master per studenti che possono qualificarsi per completare un documento di ricerca a livello di tesi e ricevere un Master of Military Arts and Sciences (MMAS) dal Command and General Staff College. Il programma è accreditato dalla Higher Learning Commission, l'organismo di accreditamento per le istituzioni collegiali negli Stati Uniti centro-occidentali.[5] Gli studenti ILE sono normalmente ufficiali sul campo a metà carriera che si preparano per il comando di battaglione o posizioni di personale a livello di divisione, brigata o battaglione. Oltre al CGSS a Fort Leavenworth, la scuola gestisce campus satellite a Fort Belvoir, Virginia; Fort Lee, Virginia; Fort Gordon, Georgia; e Redstone Arsenal, Alabama.[6] Gli studenti dei campus satellite completano l'ILE Common Core, un programma condensato di novanta giorni senza l'opzione MMAS, al posto del tradizionale programma di dieci mesi.[6]
- School of Advanced Military Studies (SAMS) fornisce istruzioni post-ILE su complesse questioni militari a livello strategico e operativo.[7] Gli studenti che completano il curriculum ricevono un Master in Arti e Scienze Militari e vengono quindi assegnati come pianificatori militari di alto livello.
- School for Command Preparation (SCP) fornisce istruzioni per colonnelli, tenenti colonnelli e sergenti di comando maggiori che sono stati selezionati per il comando di brigata o battaglione.[4][8] I corsi durano normalmente da tre a quattro settimane e si concentrano su argomenti speciali unici per l'assunzione del comando ai livelli indicati.
- School of Advanced Leadership and Tactics (SALT) fornisce una formazione continua agli ufficiali per lo sviluppo dello Scholar-Warrior-Leader dal primo tenente alla selezione per il maggiore. Il risultato è la padronanza delle abilità tecniche e tattiche specifiche del ramo, i processi del personale nei battaglioni e nelle brigate, la leadership diretta e le competenze di comando e le opportunità iniziali di ampliamento.[9]

Durante la prima guerra mondiale, il CGSC a Fort Leavenworth fu chiusa dal 1916 al 1920. La maggior parte del personale scolastico fu inviato a Langres, in Francia, per aprire e dirigere l'Army General Staff College, che operò dal novembre 1917 al dicembre 1918. Questa scuola di curriculum compresso era necessaria per fornire il comando e gli ufficiali di stato maggiore per il numero esponenzialmente crescente di unità dell'esercito; divisioni, reggimenti, brigate e battaglioni.

## Laurea Magistrale in Arti e Scienze Militari
Il Command and General Staff College conferisce un Master in Arti e scienze militari ai laureati della School of Advanced Military Studies e ai laureati della Command and General Staff School che completano un documento di ricerca a livello di tesi. Il titolo è accreditato dalla Higher Learning Commission per le istituzioni collegiali negli Stati Uniti centro-occidentali.
L'arte e la scienza militare sono un campo di studio interdisciplinare. Comprende molte discipline accademiche nella misura in cui si riferiscono alla guerra, alla pace e all'impiego delle forze militari; includono campi di studio accademici consolidati come sociologia, storia, ingegneria, psicologia, politica, geografia, scienza, etica, economia, antropologia e altri. Può includere anche altri campi professionali di pratica come la medicina e il diritto nella misura in cui interagiscono con i militari o sono applicati a questioni militari. Fornisce profondità intellettuale e teorica alla professione militare e ai suoi professionisti. Pertanto, gran parte della ricerca nel campo dell'arte e della scienza militare viene svolta per affrontare i problemi pratici affrontati dai professionisti. La ricerca puramente accademica, tuttavia, è anche parte integrante del campo ed è essenziale per garantirne la continua vitalità intellettuale. I risultati delle borse di studio e della ricerca nel campo possono essere di interesse e possono essere utili per i leader politici e i responsabili politici, gli ufficiali militari, nonché per gli studiosi e il pubblico interessato.
L'arte militare si occupa generalmente delle dimensioni umane della guerra e delle operazioni militari. L'arte militare è generalmente soggetta a un'indagine qualitativa piuttosto che quantitativa, sebbene non escluda l'uso di metodi quantitativi quando appropriato. Comprende aree come psicologia, comando, comportamento individuale e collettivo, cultura, etica e risoluzione dei problemi. La storia fornisce il contesto e la profondità per lo studio dell'arte militare. L'arte militare include anche argomenti specificamente militari come la strategia, l'arte operativa e la tattica.
La scienza militare si occupa generalmente delle dimensioni tecniche della guerra e delle operazioni militari. La scienza militare è generalmente soggetta a un'indagine quantitativa piuttosto che qualitativa, sebbene vengano utilizzate metodologie qualitative quando appropriato. Comprende aree come le applicazioni e le apparecchiature militari tecnologiche rese possibili dalle scienze fisiche, varie discipline ingegneristiche, gestione industriale, logistica, simulazioni elettroniche, tecnologie di comunicazione e tecnologie di trasporto. La matematica è uno strumento importante nella pratica delle scienze militari e delle discipline associate. Applicazioni militari specifiche includono artiglieria e balistica, tecnologia della scienza dei materiali per la protezione dei soldati, tecnologie di trasporto e tecnologie di comunicazione.
Il campo interdisciplinare dell'arte e della scienza militare può essere descritto come un "grande ombrello" che comprende altre discipline accademiche e campi della pratica professionale.

## Personalità che hanno studiato

### Alunni notevoli
- Creighton Abrams (1949)
- Clara Leach Adams-Ender (1976)
- Henry Arnold (1929)
- Charles L. Bolte (1932)
- Omar Bradley (1929)
- Simon Bolivar Buckner Jr. (1928)
- Richard E. Cavazos (1960)
- Mark Clark (1935)
- Joseph Collins (1933)
- William E. DePuy (1946)
- Jacob Devers (1925)
- Roger Donlon (1971)
- Robert L. Eichelberger (1929)
- Dwight D. Eisenhower (1925-1926)
- James Maurice Gavin (1942)
- Andrew Goodpaster (1943)
- Stuart Heintzelman (1916)
- Lewis Blaine Hershey (1933)
- Courtney Hodges (1925)
- William M. Hoge (1928)
- Michelle J. Howard (1998)
- Clarence R. Huebner (1925)
- Harold Keith Johnson (1949)
- Robert Kingston (1960)
- John C. H. Lee (1918)
- Kirk Lippold (1994)
- Douglas MacArthur (1912)
- Raymond S. McLain (1938)
- George Marshall (1907)
- Troy Middleton (1924)
- Aubrey Newman (1943)
- Lunsford E. Oliver (1928)
- John McAuley Palmer (1910)
- George Smith Patton (1924)
- David Petraeus (1983)
- Colin Powell (1968)
- Elwood Richard Quesada (1937)
- Matthew Ridgway (1935)
- Bernard W. Rogers (1954)
- Richard J. Seitz (1950)
- Peter J. Schoomaker (1982)
- Norman Schwarzkopf (1969)
- Walter Bedell Smith (1935)
- Carl Andrew Spaatz (1936)
- Donn A. Starry (1960)
- Joseph Stilwell (1926)
- Gordon R. Sullivan (1969)
- Loree Sutton
- Maxwell Taylor (1935)
- Maxwell R. Thurman (1967)
- Hoyt Vandenberg (1936)
- James Van Fleet (1918)
- Jonathan M. Wainwright (1931)
- Albert Coady Wedemeyer (1936)

### Notabili alunni stranieri
Il college riferisce che 7 000 studenti internazionali in rappresentanza di 155 paesi hanno frequentato il CGSC dal 1894 e che oltre il 50 percento dei diplomati del CGSC International Military Student (IMS) raggiunge il grado di generale.
- Il generale Carlos Prats. Comandante in capo dell'esercito. Ministro dell'Interno e della Difesa, Vicepresidente della Repubblica del Cile.
- Ministro di Stato Generale Mohammed F. Abo Sak dell'Arabia Saudita.
- Primo Ministro e Generale Kriangsak Chomanan della Thailandia
- Generale Alfredo M. Santos delle Filippine
- Tenente Generale Rafael Ileto (ex Segretario del Dipartimento della Difesa Nazionale) delle Filippine
- Il primo ministro e generale Trần Thiện Khiêm del Vietnam del Sud
- Il generale Do Cao Tri del Vietnam del Sud
- Generale Hau Pei-tsun della Repubblica di Cina (Taiwan)
- Il presidente Paul Kagame del Ruanda
- Generale Katumba Wamala dell'Uganda
- Il generale di brigata Muhoozi Kainerugaba figlio del presidente dell'Uganda, 2007-2008.
- Il generale Muhammad Zia-ul-Haq del Pakistan
- Il generale Rahimuddin Khan del Pakistan
- Generale Jehangir Karamat del Pakistan
- Il generale Ashfaq Parvez Kayani del Pakistan
- Il generale Eiji Kimizuka del Giappone
- Il generale Hisham Jaber del Libano
- Il generale Krishnaswamy Sundarji dell'Esercito dell'India
- Il primo ministro e generale di brigata Lee Hsien Loong di Singapore
- Il generale Dieudonné Kayembe Mbandakulu della Repubblica Democratica del Congo
- Presidente Ja'far al-Nimeyri del Sudan
- Tenente colonnello Anastasio Somoza Portocarrero della Guardia Nazionale del Nicaragua
- Il generale Nguyễn Hợp Đoàn del Vietnam del Sud
- Il generale Nguyễn Khánh del Vietnam del Sud
- Il generale Phạm Văn Đồng del Vietnam del Sud
- Ministro / Capo di Stato Maggiore Generale dell'Esercito e Generale Ahmad Yani dell'Indonesia
- Presidente e Generale Susilo Bambang Yudhoyono dell'Indonesia
- Il generale Veljko Kadijević della Jugoslavia
- Il generale Antonio Domingo Bussi dell'Argentina
- Il generale Moeen U Ahmed del Bangladesh
- Generale Amer Khammash della Giordania
- Il generale Arne Dagfin Dahl della Norvegia
- Il generale Gustav Hägglund della Finlandia
- Il generale Avigdor Kahalani d'Israele
- Il tenente generale David Tevzadze della Georgia
- Il maggiore generale Vladimer Chachibaia della Georgia
- Il colonnello Nikoloz Janjgava della Georgia
- Il generale Moeen U Ahmed del Bangladesh
- Général d'armée René Imbot, capo di stato maggiore dell'esercito francese, direttore generale della Direction générale de la sécurité extérieure, Francia.
- Re Hamad bin Isa Al Khalifa del Bahrein[13]
- Il generale Abdulkadir Sheikh Dini della Somalia
- Il colonnello Ahmed Mohammed Ali d'Egitto
- Il tenente generale Sean McCann d'Irlanda
- Il generale Mahesh Senanayake dello Sri Lanka
- Capo di Stato Maggiore della Difesa (CDS), il generale Bipin Rawat dell'India
- Il tenente generale Mychajlo Zabrods'kyj dell'Ucraina

## Galleria d'immagini

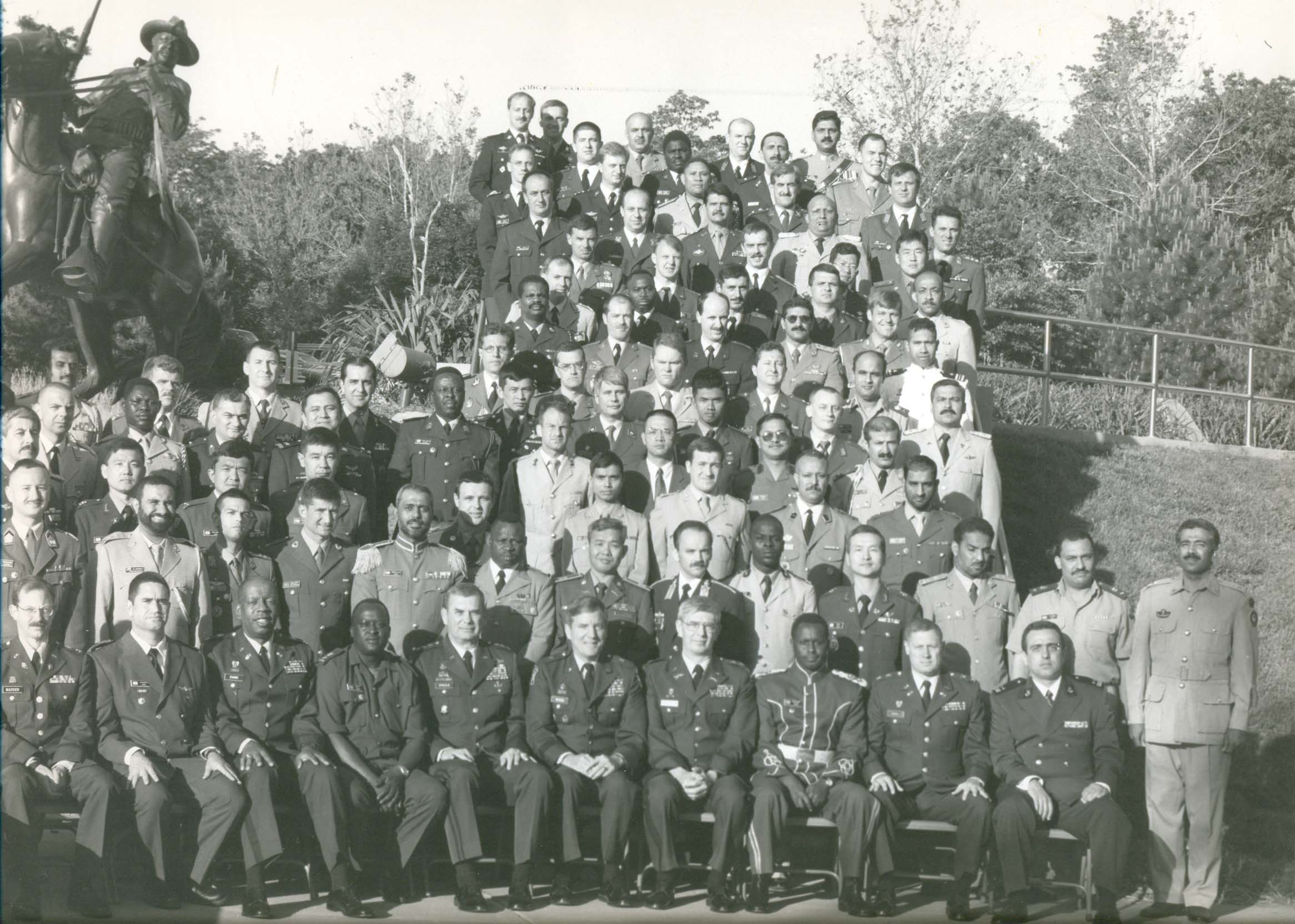
Studenti internazionali della classe 1998-1999
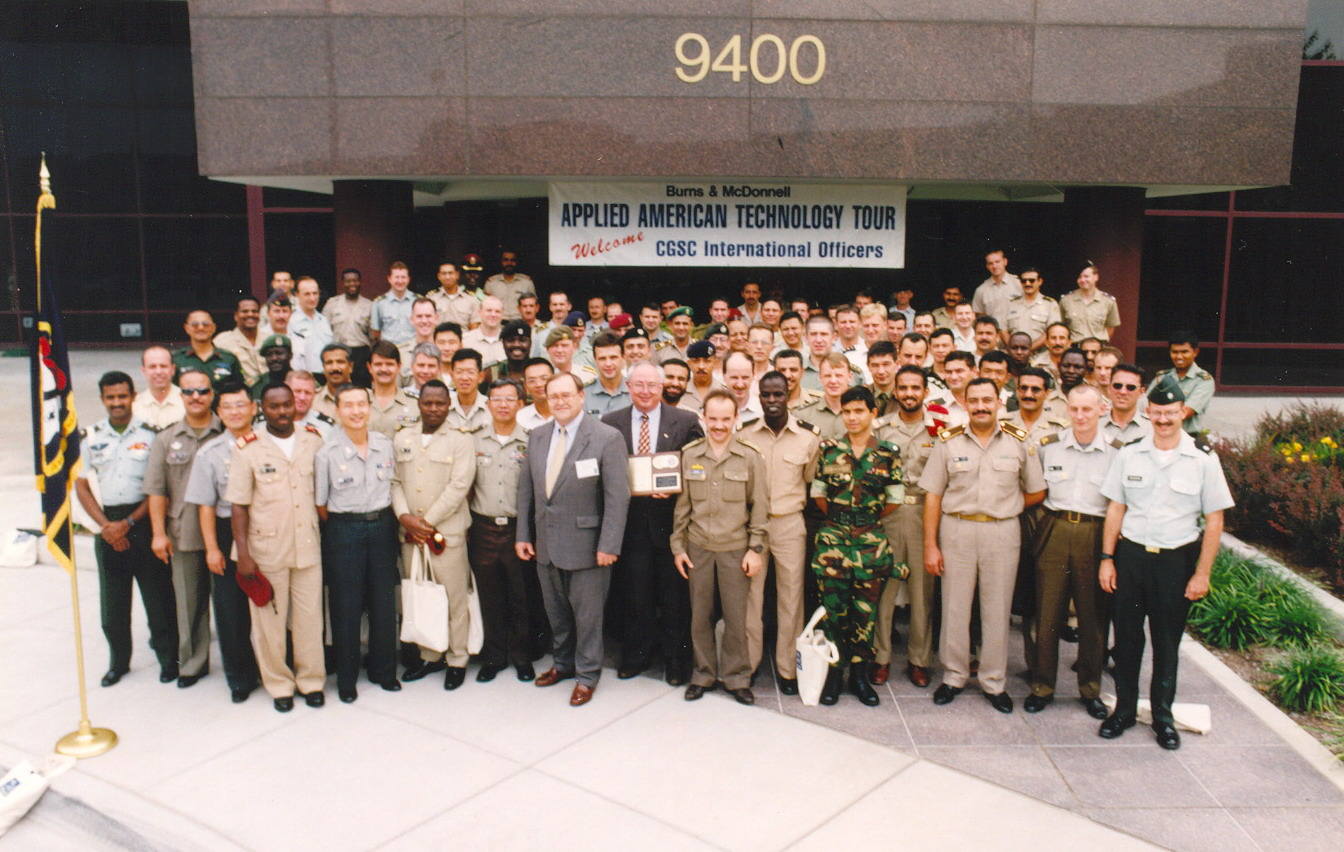
Studenti internazionali della classe 1998-1999 in visita a un'azienda del Kansas
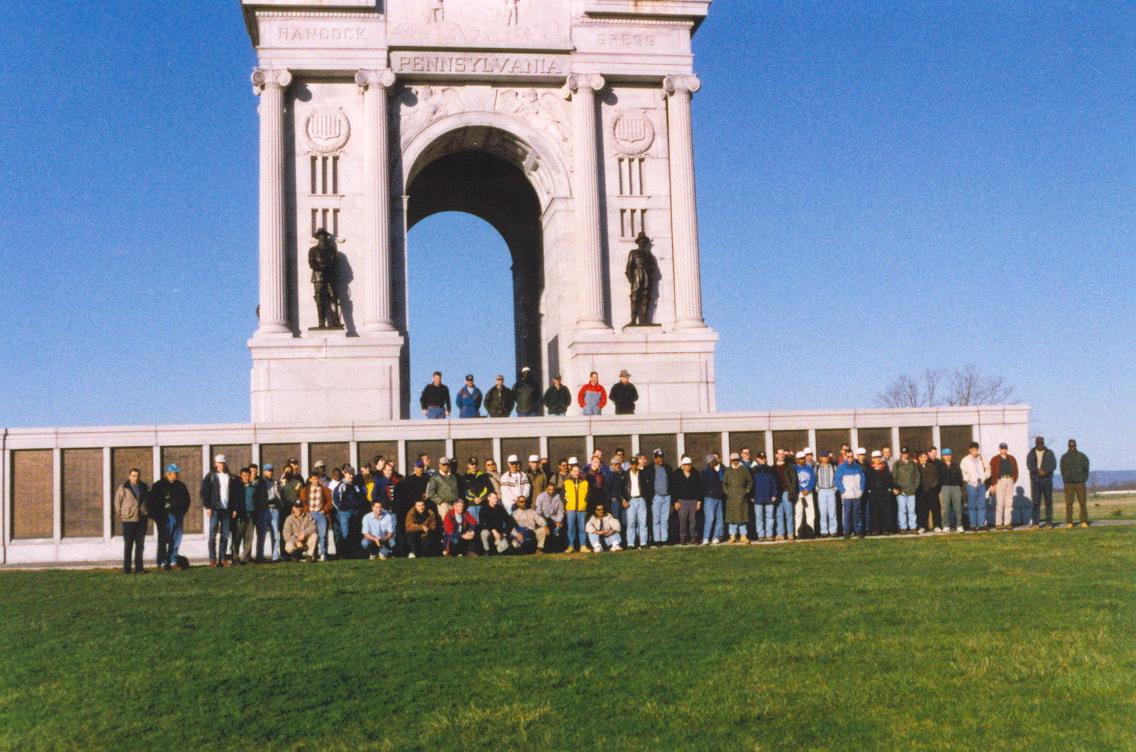
Visita a Gettysburg degli studenti internazionali della classe 1998-1999